# Molorchus umbellatarum
Molorchus umbellatarum là một loài bọ cánh cứng trong họ Cerambycidae.

## Hình ảnh

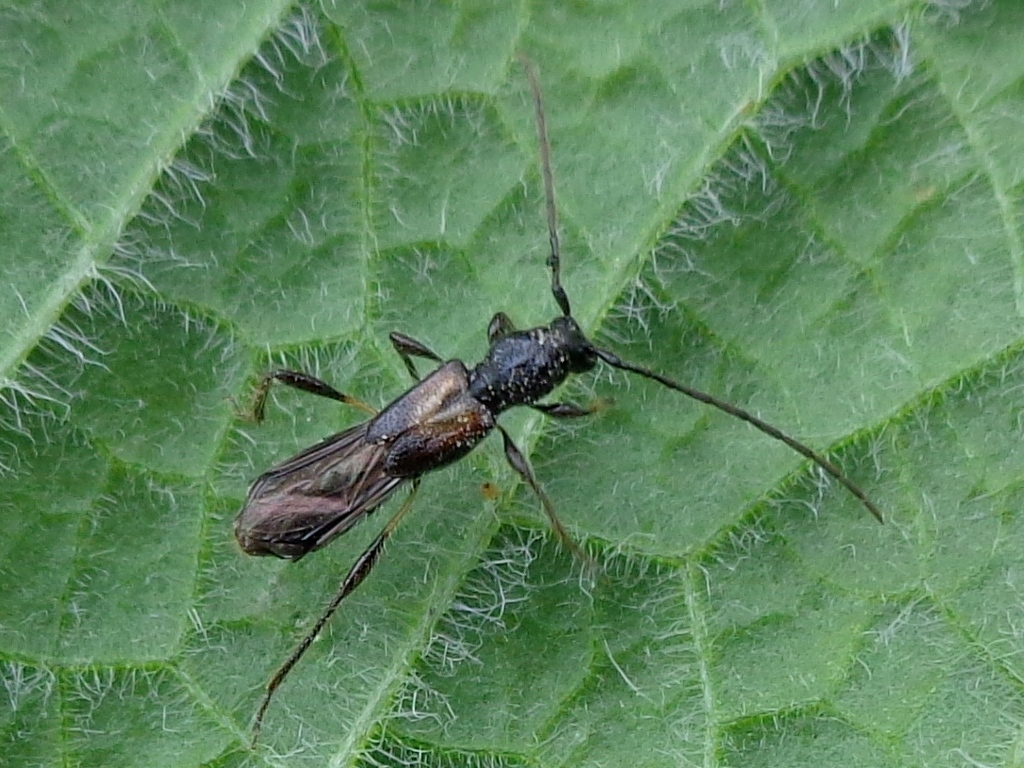
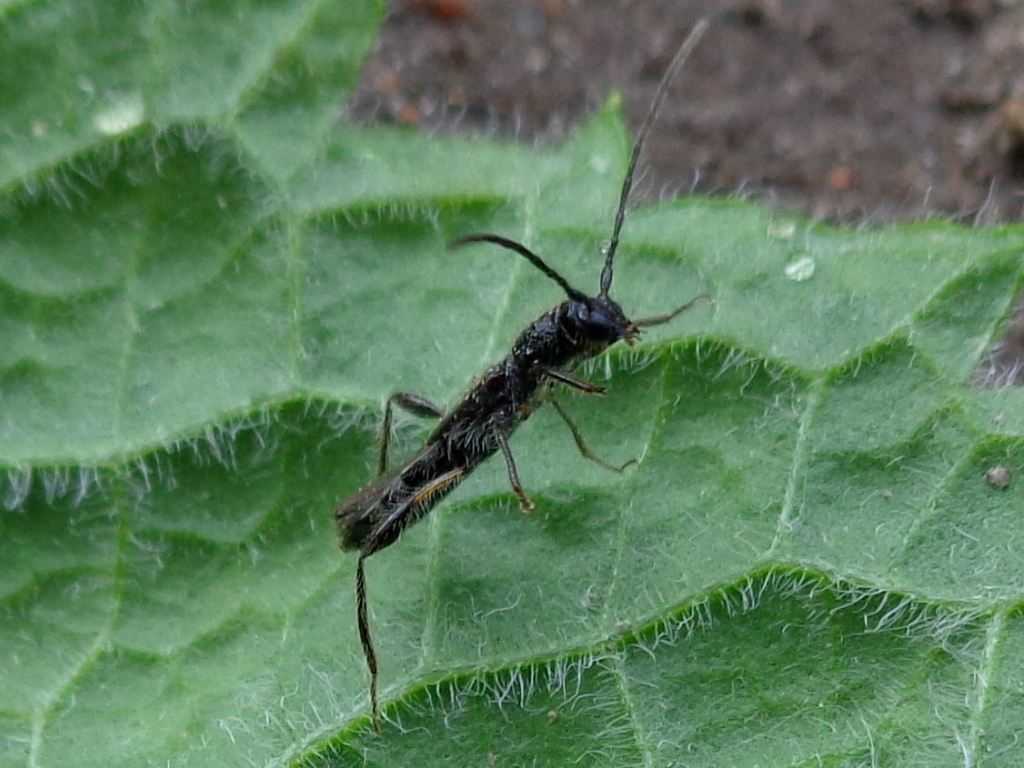